# Kanonierki torpedowe typu Sharpshooter

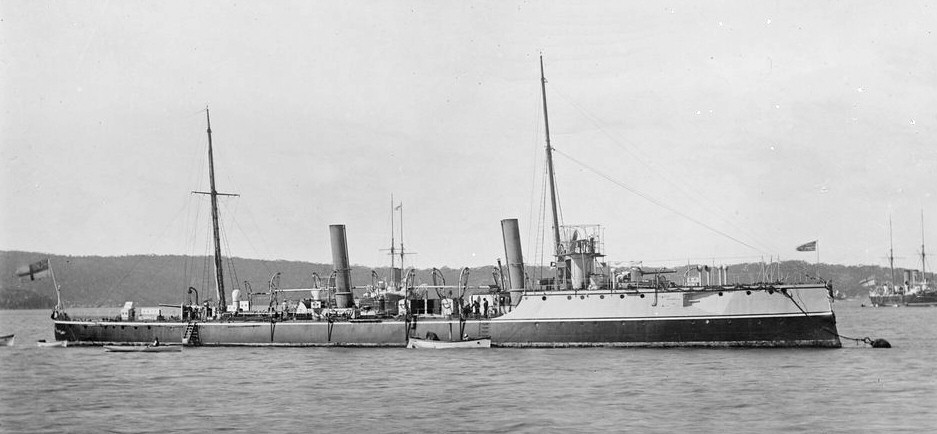
HMS "Boomerang" w Sydney

Kanonierki torpedowe typu Sharpshooter – seria 13 brytyjskich kanonierek torpedowych zbudowanych w latach 1888–1891.
Okręty tego typu były większe od poprzedniego typu Rattlesnake/Grasshopper i z wyglądu przypominały współczesne im małe krążowniki. Dwa okręty tego typu HMS „Assaye” i HMS „Plassey” zbudowane zostały dla Marynarki Wojennej Indii Brytyjskich (od 1892 roku nazwanej Royal Indian Marine), dwa inne HMS „Boomerang” i HMS „Karakatta” służyły w Australii.
Typ Sharpshooter został zaprojektowany przez Williama White'a w 1888. Okręty tego typu miały 74 m długości, 8,2 m szerokości, a ich wyporność wynosiła 735 t. Ich napęd stanowiły dwie maszyny parowe potrójnego rozprężania (każda z jednym kotłem typu lokomotywowego) i dwie śruby. Maksymalna prędkość wynosiła ok. 19 węzłów. Zapas 100 ton węgla pozwalał im na pokonanie 2800 mil morskich przy prędkości ekonomicznej 10 węzłów 
W latach 1895−1898 okręty "Sharpshooter", "Sheldrake", "Seagull", "Spanker" i "Salamander" otrzymały nowego typu kotły wodnorurkowe.
Początkowo kanonierki typu Sharpshooter miały być uzbrojone podobnie jak typ Grasshopper w 4-calową (101,6 mm) armatę z zamkiem śrubowym BL, ale ostatecznie otrzymały one bardziej nowoczesną i szybkostrzelną (QF) armatę 4,7-calową (120 mm).
Zostały zastąpione typem Alarm.
| Nazwa              | Stocznia           | Położenie stępki       | Wodowanie              | Wejście do służby         | Status                                     |
| ------------------ | ------------------ | ---------------------- | ---------------------- | ------------------------- | ------------------------------------------ |
| HMS „Sharpshooter” | Devonport          | 13 stycznia 1888(dts)  | 30 listopada 1888(dts) | lipiec 1889               | 27 marca 1992(dts) - sprzedany na złom     |
| HMS „Spanker”      | Devonport          | 12 kwietnia 1888(dts)  | 27 lutego 1889(dts)    | 17 października 1890(dts) | 20 marca 1920(dts) - sprzedany na złom     |
| HMS „Speedwell”    | Devonport          | 18 kwietnia 1888(dts)  | 15 marca 1889(dts)     | 1 lipca 1890(dts)         | 20 marca 1920(dts) - sprzedany na złom     |
| HMS „Seagull”      | Chatham            | 23 kwietnia 1888(dts)  | 31 maja 1888(dts)      | styczeń 1891              | 30 września 1918(dts) - zatonął po kolizji |
| HMS „Salamander”   | Chatham            | 23 kwietnia 1888(dts)  | 31 maja 1889(dts)      | lipiec 1891               | 15 maja 1906(dts) - sprzedany na złom      |
| HMS „Sheldrake”    | Chatham            | 4 lipca 1888(dts)      | 30 marca 1889(dts)     | 18 marca 1830(dts)        | 9 lipca 1907(dts) - sprzedany na złom      |
| HMS „Skipjack”     | Chatham            | 4 lipca 1888(dts)      | 30 kwietnia 1889(dts)  | lipiec 1891               | 23 kwietnia 1920(dts) - sprzedany na złom  |
| HMS „Boomerang”    | Armstrong Mitchell | 17 sierpnia 1888(dts)  | 24 lipca 1889(dts)     | 14 lutego 1891(dts)       | 11 lipca 1905(dts) - sprzedany             |
| HMS „Karakatta”    | Armstrong Mitchell | 17 sierpnia 1888(dts)  | 27 sierpnia 1889(dts)  | luty 1891                 | 11 stycznia 1905(dts) - sprzedany          |
| HMS „Plassey”      | Armstrong Mitchell | 19 listopada 1888(dts) | 5 lipca 1890(dts)      | luty 1892                 | 17 maja 1904(dts) - sprzedany              |
| HMS „Assaye”       | Armstrong Mitchell | 19 listopada 1888(dts) | 11 lutego 1890(dts)    | luty 1892                 | maj 1904 - sprzedany                       |
| HMS „Gossamer”     | Sheerness          | 21 stycznia 1889(dts)  | 9 stycznia 1890(dts)   | 16 września 1891(dts)     | 20 marca 1920(dts) - sprzedany na złom     |
| HMS „Gleaner”      | Sheerness          | 21 stycznia 1889(dts)  | 9 stycznia 1890(dts)   | 21 grudnia 1891(dts)      | 4 kwietnia 1905(dts) - sprzedany na złom   |